# Tokai Andrea
Tokai Andrea (Szilágysomlyó, 1977. szeptember 8. –) erdélyi magyar színésznő.

## Életpályája
2001-ben szerzett diplomát a kolozsvári Babes-Bolyai Tudományegyetem színész szakán, Salat Lehel osztályában. 2001-2024 között a temesvári Csiky Gergely Színház tagja volt. 2024-től a debreceni Csokonai Színház színésznője.

## Filmes és televíziós szerepei
- A Király (2022–2023) ...Vágó Imréné

## Díjai
- Fiatal Tehetség Díja a Határon Túli Magyar Színházak Fesztiválján (Tanítvány, Kisvárda, 2002)
- A zsüri különdíja a Román Dráma Fesztiválon (Tanítvány, Temesvár, 2002)
- A legjobb előadó díja a Híres emberek sokadalma című rendezvényen (Székelyudvarhely, 2003)
- Kisvárdai Lapok Szerkesztőségének Különdíja, (Kisvárda, 2005)
- Egyéni Művészi Különdíj, (Kisvárda, 2005)
- Pro Cultura Timisiensis (ifjúsági kategória, Temesvár, 2005)
- Felterjesztés a legjobb női mellékszerep UNITER-díjára (Mephisztó, 2005)
- Felterjesztés a legjobb női mellékszerep UNITER-díjára (Dupa, 2007)
- Legjobb női alakítás – Román Dramaturgia Fesztivál (Niculescu Bran: Gyónás Tanacuban), Temesvár, 2008
- Legjobb női alakítás – Kellemes és Kellemetlen Darabok Fesztiválja (Niculescu Bran: Gyónás Tanacuban), Lodzi, Lengyelország, 2009
- Kisvárdai város díja (Kisvárda, 2013)
- Poór Lili-díj (2023)[7]